# Iznájar
Iznájar es un municipio español de la provincia de Córdoba, Andalucía. La villa está coronada por el castillo de Hisn-Ashar y la parroquia de Santiago Apóstol. A finales del siglo XIX, más de dos tercios de su población estaba diseminada por cortijos, casas de campo y aldeas. 
En 2016 contaba con 4461 habitantes. Su extensión superficial es de 136,36 km² y tiene una densidad de 32,71 hab/km². Se sitúa en la comarca de la Subbética Cordobesa, a orillas del río Genil y del embalse de Iznájar. Todavía en la actualidad, pese a la emigración masiva de los años 60 y gracias a la llegada de extranjeros nórdicos, más de la mitad de los habitantes disfrutan del mundo rural, de la tranquila vida en contacto con el campo y la naturaleza.

## Toponimia
El nombre de Iznájar debe proceder del árabe حصن اشر “Ḥiṣn ʿAšar”, que significa "castillo alegre".

## Geografía
Iznájar se encuentra a orillas del río Genil, que forma el embalse de Iznájar a su paso por el pueblo.
La población se reparte entre varias localidades: 
- El Adelantado (166 habitantes);
- Alarconas y Antorchas (50 habitantes);
- Arroyo de Priego (74 habitantes);
- Arroyo del Cerezo (15 habitantes);
- La Celada (312 habitantes);
- Cierzos y Cabreras (143 habitantes);
- Los Concejos (14 habitantes);
- Corona Algaida y Gata (221 habitantes);
  - La Cruz de la Algaida (66 habitantes);
- Fuente del Conde (267 habitantes);
- El Higueral (353 habitantes);
- La Hoz (11 habitantes);
- Iznájar (2057 habitantes);
- El Jaramillo (111 habitantes);
  - Lorite (54 habitantes);
- Los Juncares (192 habitantes);
- Montes Claros (47 habitantes);
- Los Pechos (66 habitantes);
  - Las Chozas (32 habitantes);
- Solerche (101 habitantes);
- Valenzuela y Llanadas (66 habitantes);
- Ventorros de Balerma (162 habitantes);
- Valdearenas (33 habitantes).

## Historia
Villa del Reino nazarí de Granada, fue tomada en 1431 por el rey Juan II de Castilla.
En 1466 se estableció el Vizcondado de Iznájar, en favor de Diego Fernández de Córdoba y Montemayor.

## Demografía
Iznájar cuenta con una población de 3739 habitantes (INE 2024).
| Gráfica de evolución demográfica de Iznájar entre 1842 y 2021                                                       |
| |
| Población de derecho según los censos de población del INE Población de hecho según los censos de población del INE |

## Economía
Se basa en:
- Agricultura
- Industria
- Turismo
- Comercio
- Sector Servicios

### Evolución de la deuda viva municipal
| Gráfica de evolución de Deuda viva del Ayuntamiento de Iznájar entre 2008 y 2019                                |
| |
| Deuda viva del Ayuntamiento de Iznájar en miles de Euros según datos del Ministerio de Hacienda y Ad. Públicas. |

## Política

### Administración y gobierno
Desde la celebración, en 1979, de las primeras elecciones municipales, tras la aprobación de la Constitución Española de 1978, estas han sido las personas que han ostentado la alcaldía:
| Periodo   | Nombre                      | Partido |
| --------- | --------------------------- | ------- |
| 1979-1983 | Manuel Llamas Sanjuán       | PA      |
| 1983-1987 | Manuel Llamas Sanjuán       | PA      |
| 1987-1991 | José Luis Lechado Caballero | PSOE    |
| 1991-1995 | José Luis Lechado Caballero | PSOE    |
| 1995-1999 | José Luis Lechado Caballero | PSOE    |
| 1999-2003 | Salvador Quintana Luque     | AII     |
| 2003-2007 | Isabel Lobato Padilla       | PSOE    |
| 2007-2011 | Isabel Lobato Padilla       | PSOE    |
| 2011-2015 | Isabel Lobato Padilla       | PSOE    |
| 2015-2019 | Lope Ruiz López             | PSOE    |

Los resultados en Iznájar de las últimas elecciones municipales, celebradas en mayo de 2015, son:
| Elecciones Municipales - Iznájar (2015) |       |          |            |
| Partido político                        | Votos | %Válidos | Concejales |
| PSOE                                    | 1.527 | 67,12%   | 8          |
| PP                                      | 708   | 31,12%   | 3          |

### Hermanamientos
La ciudad de Iznajar está Hermanada con las siguientes ciudades alrededor del mundo:
- Montbui (1997)[7]
- San Felipe del Progreso (2019)[8]
- Perote (2019)[8]
- El Oro (2019)[8]
- Cosoleacaque (2019)[8]

## Centros educativos
Iznájar dispone de los siguientes centros educativos:
- CPR Iznájar Norte: colegio público rural Iznájar Norte.
- CPR Iznájar Sur: colegio público rural Iznájar Sur, situado en Ventorros de Balerma.
- CEIP Ntra. Sra. de la Piedad: colegio de educación infantil y primaria, situado en calle Calvario, 10.
- EI Iznájar: Escuela infantil Iznájar.
- IES Mirador del Genil: Instituto de enseñanza secundaria
- SEP Hins-Ashar: centro de educación de adultos.

## Patrimonio artístico y monumental

### Patrimonio Histórico Andaluz

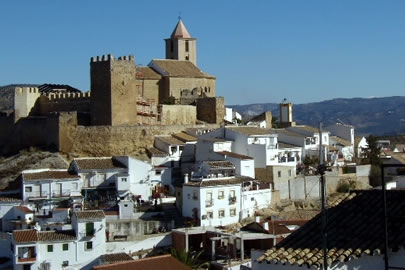
Castillo de Iznájar o Hisn-Ashar

- Ver catálogo

### Otros monumentos
- Castillo de origen árabe que data del siglo VIII denominado Hisn Ashar. Está declarado Bien de interés cultural. Visitable.
- Iglesia renacentista de Santiago Apóstol
- Santuario de Nuestra Señora de la Antigua y Piedad, cuya Virgen es la patrona de la localidad y tiene mucha devoción en toda la comarca
- Iglesia de San José
- Torre del Reloj
- Torre de San Rafael
- Barrio alto o de la Villa
- Santuario de Magán (Fuente del Conde)
- Casa señorial de las columnas ( s. XVIII)
- Lienzos de muralla
- Patio de las Comedias
- Antiguo Pósito ( hoy biblioteca)
- Museos en casa de la Cultura

### Yacimientos arqueológicos
Aunque en Iznájar no se hayan encontrado muchos yacimientos arqueológicos, se sabe que entre la Fuente del Conde y Los Pechos, donde se tiene la certeza de asentamientos ibéricos y romanos, hay hermosos cortijos de larga historia, que remontan al siglo XVIII (por ejemplo, el Cortijo de Los Pechos) y a la Reconquista cristiana (1492, con la conquista de Granada por los Reyes Católicos). De los yacimientos arqueológicos citados anteriormente se presenta aquí el denominado cerro de la Pía, que se encuentra en Cierzos y Cabreras. Este asentamiento romano ha permanecido desconocido hasta la fecha, a pesar de encontrarse muy próximo al núcleo urbano. Es uno de los más importantes del término tanto en extensión superficial, como en cercanía a la villa, ya que se encuentra a escasos 2 kilómetros. Además, existen varios vestigios musulmanes en Iznájar (ya que fue territorio musulmán durante al-Ándalus), como el castillo de Hisn-Ashar y otros yacimientos.